# 古格拉河
46°11′07″N 7°35′28″E / 46.18530°N 7.59111°E

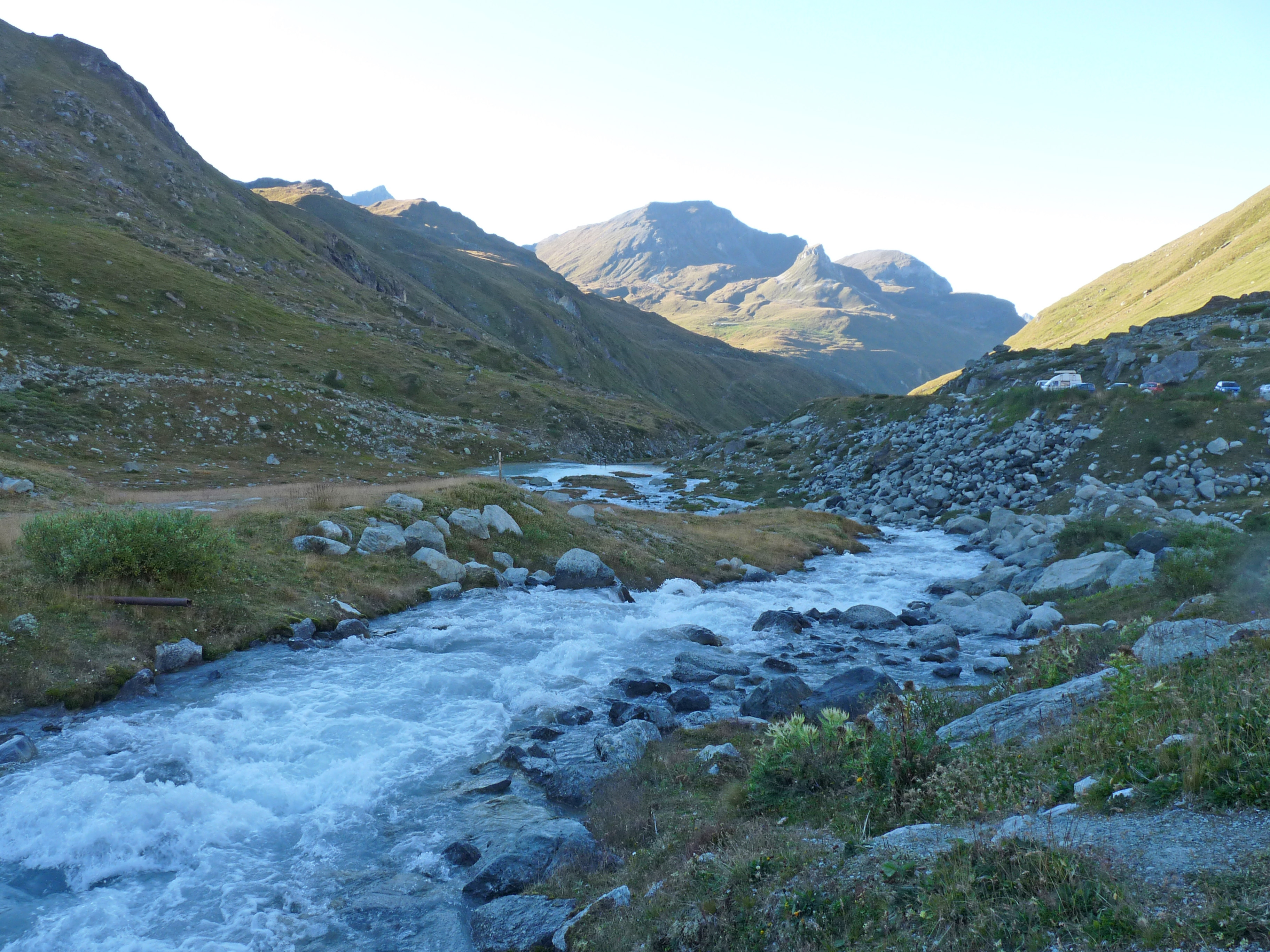

古格拉河是瑞士的河流，位於該國西南部，流經瓦萊州，屬於納維桑斯河的左支流，河道全長8.9公里，流域面積57平方公里，流經穆瓦里湖。